# غريغ براون (رسام)
غريغ براون (بالإنجليزية: Greg Brown)‏ هو رسام أمريكي، ولد في 23 أكتوبر 1951، وتوفي في 29 أغسطس 2014.